# Dampfboot

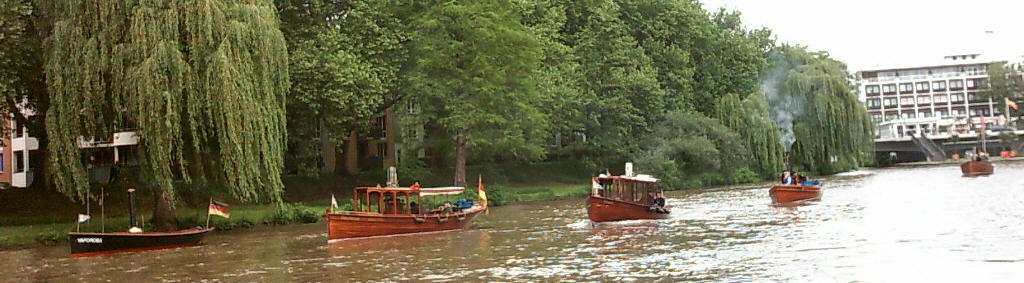
Teilnehmer eines Dampfbootrennens, 2006

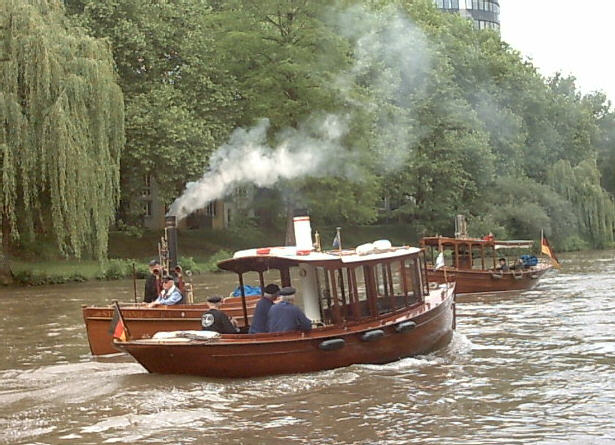
Dampfboote

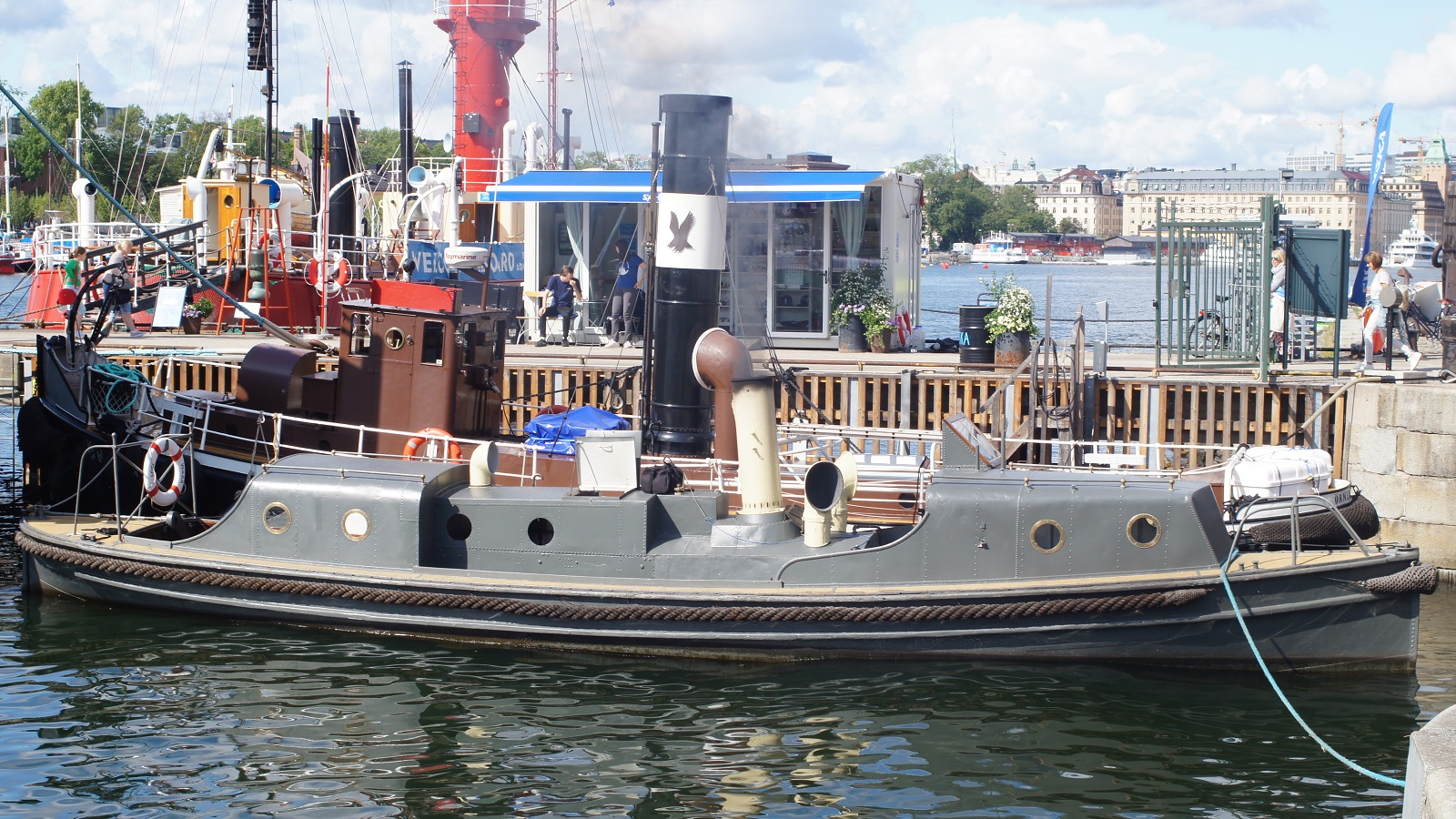
Dampfboot nr 45, Barkasse der HMS Wasa

Als Dampfboot (englisch Steam Launch) bezeichnet man ein bis zu etwa zwölf Meter langes Boot, das mit Dampfantrieb ausgestattet ist. Dem Schiffsnamen wird oft ein DB (für Dampfboot) oder S/L (für Steam Launch) vorangestellt.

## Geschichte
1801 wurde mit der Charlotte Dundas ein brauchbares Dampfboot gebaut. Populär waren Dampfboote von etwa 1860 bis 1910 als Vergnügungs- und Arbeitsboote; danach wurden kleinere Boote praktisch nur noch mit Verbrennungsmotoren ausgestattet. Das typische Dampfboot hat eine Dampfmaschine mit etwa 1 bis 20 PS mit hohem Drehmoment, das einen verhältnismäßig großen Propeller erfordert. Der Dampfkessel wurde oft stehend eingebaut. Es gab jedoch auch Modelle mit liegenden Dampfkesseln.
Auf dem europäischen Festland waren Dampfboote nicht so verbreitet wie in England und den USA, weshalb auch nur noch selten echte historische Dampfboote angetroffen werden. Ein bedeutender Hersteller war Escher-Wyss in Zürich, der fast die gesamte Produktion exportierte. Das schwedische Dampfboot nr 45 von 1901, eine Barkasse der HMS Wasa, wurde vom Seehistorischen Museum restauriert.
Zu den bekanntesten Dampfbooten zählt die African Queen aus dem gleichnamigen Film mit Katharine Hepburn und Humphrey Bogart von 1951.
Charakteristisch für Dampfboote ist der ruhige Lauf des Antriebs und die Unabhängigkeit von fossilen Brennstoffen, weil sie mit Holz befeuert werden können. Dies ist, neben der Nostalgie, mit ein Grund, dass seit Mitte der 1960er Jahre die Dampfboote wieder eine Renaissance erleben. Neben der Instandsetzung vieler stillgelegter Dampfboote wurden in den USA neue Dampfboote gebaut. Dazu gehören moderne Fahrzeuge mit Schaufelradantrieb, während historische Dampfboote durchwegs propellergetrieben waren.
Dampfboot-Vereine gibt es in den meisten Ländern Europas, in den USA, Australien und Neuseeland.

### Besonderes

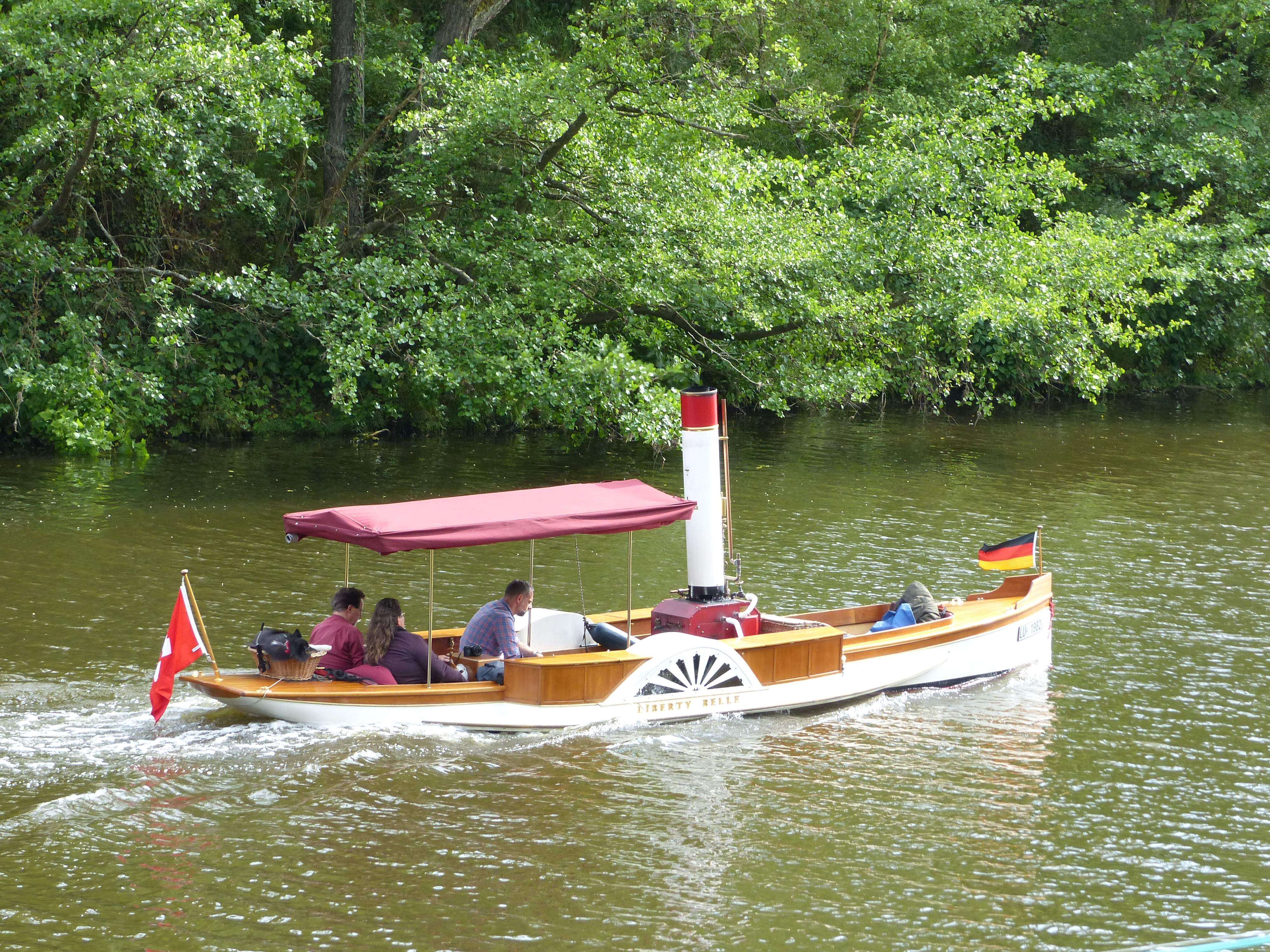
Dampfboot Liberty Belle auf der Lahn

Die Liberty Belle, Baujahr 1987, ist der kleinste voll funktionstüchtige Raddampfer der Schweiz. Er fährt manchmal auf dem Vierwaldstättersee und pfeift vorschriftsgemäß Signal im Begegnungsverkehr mit seinen großen Vorbildern.